# Rhynchina uniformis
Rhynchina uniformis là một loài bướm đêm trong họ Erebidae.